# Хоук, Тони
Энтони Фрэнк Хо́ук (англ. Anthony Frank Hawk; род. 12 мая 1968, Сан-Диего) — американский профессиональный скейтбордист, предприниматель и владелец компании Birdhouse. Пионер современного вертикального скейтбординга, Хоук выполнил первый задокументированный трюк «900» на скейтборде в 1999 году. В том же году компания Activision выпустила серию видеоигр о скейтбординге, названную в его честь. Он закончил участие в соревнованиях в 2003 году и считается одним из самых влиятельных скейтбордистов всех времен.
На протяжении своей карьеры Хоук участвовал в различных филантропических мероприятиях. Он является основателем «Фонда Тони Хоука» (ныне The Skatepark Project), который помогает строить скейт-парки в бедных районах по всему миру.

## Ранняя жизнь
Тони Хоук родился 12 мая 1968 года в Сан-Диего, Калифорния, в семье Нэнси и Фрэнка Питера Руперта Хоука. У него есть две старшие сестры, Пэт и Ленор, и старший брат Стив.
В детстве Хоук был описан как «гиперактивный», а его мать заявила, что он был «очень строг к себе и ожидал от себя очень многого». Однажды Хоук выбил мяч в бейсболе и был так расстроен, что спрятался в овраге и был «физически выужен» своим отцом. Его недовольство собой было настолько сильным, что родители устроили ему психологическую экспертизу в школе. Результаты показали, что Тони «одарен», так как его IQ составил 144, поэтому школьные консультанты рекомендовали отдать его в продвинутые классы. Когда Хоуку было 9 лет, его брат подарил ему скейтборд. Хоук посещал среднюю школу Джина Фарба с 1980 по 1981 год, а затем вернулся туда для участия в шоу Homecoming с Риком Рейли, где он установил рампу и продемонстрировал скейтбординг. Родители поддерживали его занятия скейтбордингом, потому что это служило выходом для его чрезмерной энергии. Навыки Хоука развивались, и в 14 лет он стал профессиональным скейтбордистом. 12 лет подряд он официально становился чемпионом мира Национальной ассоциации скейтбордистов.
Хоук посещал три средние школы и окончил среднюю школу Торри Пайнс в 1986 году. В то время он называл Стива Кабальеро и Кристиана Хосоя в качестве своих вдохновителей.

## Карьера

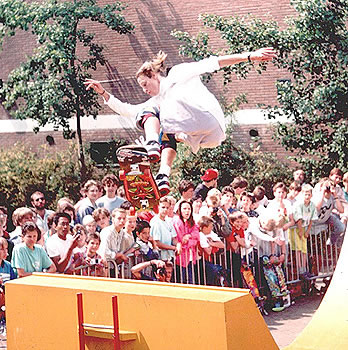
Хоук в 1987 году

К 12 годам юного скейтбордиста уже спонсировала компания Dogtown skateboards, а в возрасте 14 лет он присоединился к профессионалам. В возрасте 17 лет, благодаря своим успехам в скейтбординге, он уже смог купить свой первый дом.
В начале 1990-х годов основал Birdhouse — компанию по продаже скейтбордов и аксессуаров для скейтбордистов.

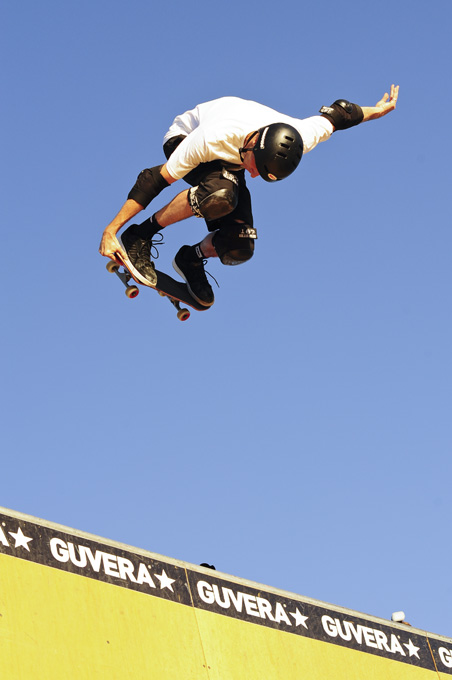
Хоук выполняет трюк «900»

27 июля 1999 года на Всемирных экстремальных играх (англ. X Games) Тони Хоук стал первым скейтбордистом, выполнившим трюк Indy 900. Он смог осуществить удачное приземление с 11-й попытки. После выполнения трюка он заявил, что это был величайший день в его жизни. Во время экстремальных игр 2011 года он повторил этот трюк, а затем, уже в 2016 году, в возрасте 48 лет, он совершил этот трюк в третий раз, добавив, что, вполне возможно, ему удалось это в последний раз в жизни.
Как и у Фрэнка Синатры, прозвищем Хоука было «The Chairman of the Board» (председатель совета или в другом переводе — председатель доски).

## Семья
Хоук женился на Синди Данбар в апреле 1990 года. В 1992 году у них родился сын, Райли Хоук, названный так в честь одного из предков Тони Хоука. Райли также занимается скейтбордингом. Тони Хоук развёлся со своей первой супругой в 1993 году.
В 1996 году Хоук женился на Эрин Ли. У них было два сына, Спенсер (1999) и Киган (2001). Развелись они в 2005 году.
В 2006 году Хоук женился на Лотсе Мерриам, на Фиджи. В 2008 году у них родилась дочь Каденс Кловер. Пара заявила о разводе в 2011 году.
Хоук стал дедушкой 17 сентября 2024 года, когда у его сына Райли и его избранницы Фрэнсис Бин Кобейн, дочери фронтмена рок-группы Nirvana, Курта Кобейна, родился первенец.

## Появления в медиа
Исполнил эпизодическую роль скейтбордиста в фильме «Полицейская академия 4: Граждане в дозоре» (1987). В 1989 году фильмография Тони Хоука пополнилась второстепенной ролью разносчика пиццы в фильме «Достигая невозможного». Сыграл самого себя в фильме «Крутой парень» (2002). Озвучивал самого себя в мультсериале «Симпсоны» (серия «Barting Over»). В 2002 году снялся в эпизодической роли в фильме «Три икса». Сыграл эпизодическую роль офицера полиции в фильме Бэма Марджеры «Хаггард» (2003). В 2005 исполнил эпизодическую роль космонавта в фильме «Короли Догтауна». Сыграл самого себя в фильме «Акулий торнадо 5: Глобальное роение». В 2022 году вышел документальный фильм «Тони Хоук: Пока не отвалятся колеса» (2022).
Биография Тони Хоука «Hawk: Occupation: Skateboarder» была издана в 2000 году.
Видеоигра «Tony Hawk’s Pro Skater» стала востребованным хитом.

## Видеоигры
Серия видеоигр, основанная на катании Хоука, под названием Tony Hawk’s Pro Skater, дебютировала в 1999 году. С тех пор серия насчитывает 18 игр, включая десять игр основной серии, четыре спин-оффа и четыре переиздания.
Роль Хоука в серии была оттеснена создаваемыми персонажами в более поздних частях, но он остался заметным героем игры. В пятой игре серии, Underground, он является второстепенным неигровым персонажем, которого игрок встречает в Тампе, Флорида. Позже он появляется в Москве, чтобы научить их движению «360 Varial Heelflip Lien». Хоук и другие фигуристы ненадолго становятся играбельными ближе к концу игры, когда они катаются в рекламном ролике скейт-команды игрока, и во всех режимах игры, кроме сюжетного. В детстве он появился в сериале Backyard Sports «Скейтбординг на заднем дворе».